# Oberotterbach (Rottenburg an der Laaber)

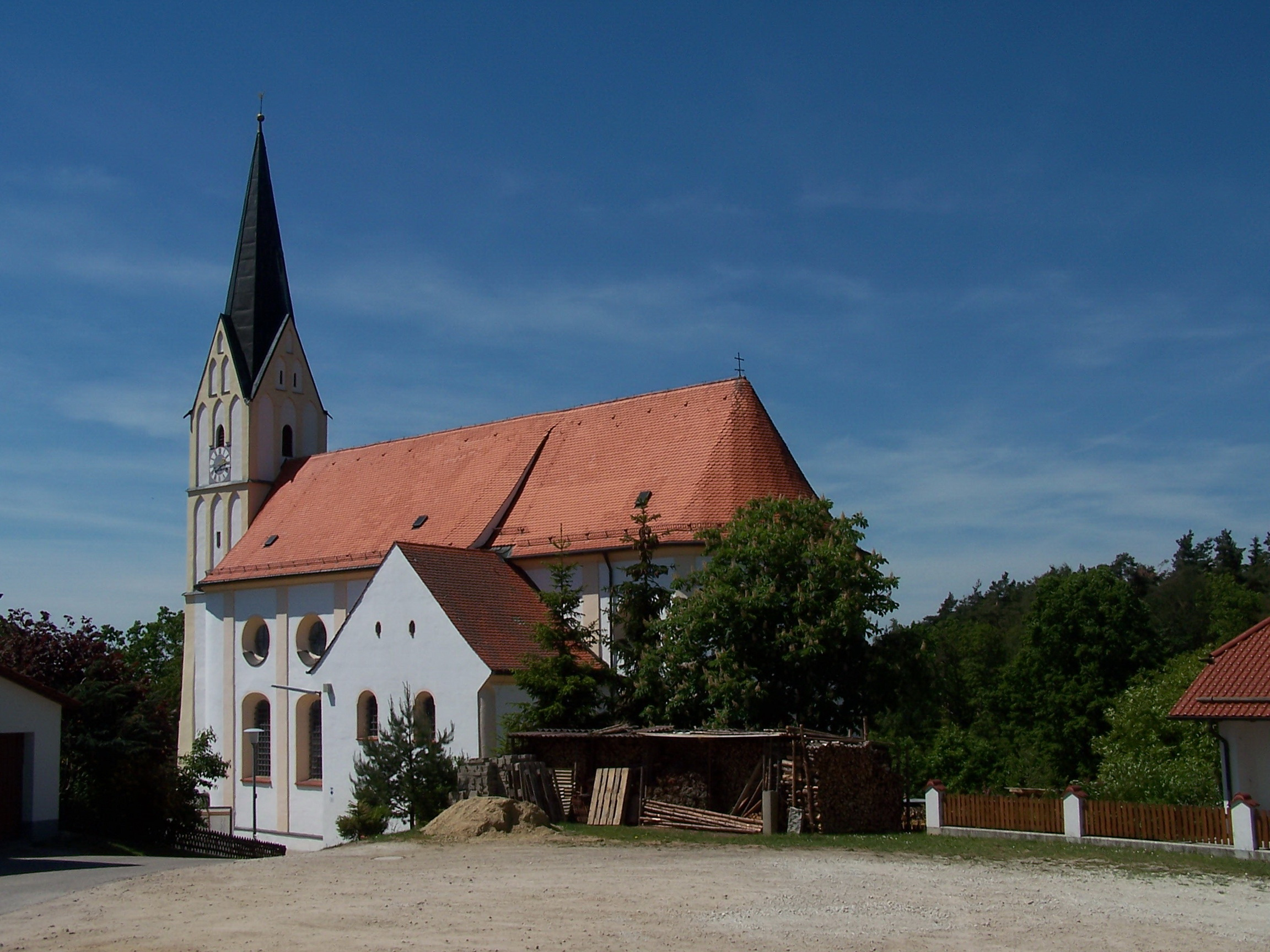
Filial- und Wallfahrtskirche St. Leonhard

Oberotterbach ist ein Gemeindeteil der Stadt Rottenburg an der Laaber im niederbayerischen Landkreis Landshut. Bis 1972 bildete es eine selbstständige Gemeinde.

## Lage
Das Kirchdorf Oberotterbach liegt in der Hallertau etwas südöstlich von Rottenburg am Ursprung des Otterbachs.

## Geschichte
Die erste urkundliche Erwähnung aus dem Jahr 871 berichtet von einem Gütertausch, bei dem Bischof Ambricho und sein Vogt Immo vom Priester Alawihus Güter bei Ottarpah und Hatzkofen (Ober-/Niederhatzkofen) für Güter in Holzhausen erhielten. Das Dorf Oberotterbach bestand 1752 aus sieben Anwesen und war Sitz einer Obmannschaft.
Die Gemeinde Oberotterbach ging 1818 durch das bayerische Gemeindeedikt aus dem gleichnamigen Steuerdistrikt hervor. Sie umfasste neben Oberotterbach die Orte Breiten, Höfl, Mitterhof, Pfifferling, Reckerszell, Schlamberg, Seidersbuch, Thomaszell, und Wiedenberg und gehörte zunächst zum Landgericht Pfaffenberg und nach der Errichtung des Landgerichtes Rottenburg 1838 zum Landgericht, Bezirksamt und schließlich Landkreis Rottenburg an der Laaber. Im Zuge der Gebietsreform in Bayern wurde sie am 1. Juli 1972 in die Stadt Rottenburg an der Laaber eingemeindet.

## Sehenswürdigkeiten
- Wallfahrtskirche St. Leonhard: Der Turm stammt in seinen unteren Geschossen aus dem 13. Jahrhundert, in den oberen Geschossen aus dem 15. Jahrhundert. Die heutige Kirche wurde von 1753 bis 1756 nach den Plänen des Landshuter Hofmaurermeisters Johann Georg Hirschstötter erbaut. Die Bauausführung lag in Händen von Maurermeister Josef Dierlinger von Rottenburg und Zimmerermeister Anton Gaißreither von Niedereulenbach. Deckenfresken, Altäre und Kanzel sind aus dem Jahr 1755. In den Jahren 1980 bis 1983 wurde die Wallfahrtskirche umfassend renoviert.

## Vereine
- Freiwillige Feuerwehr Oberotterbach
- Hirtenverein Oberotterbach
- Hüttenfreunde Oberotterbach